# The Cat (album)
| Recensione | Giudizio |
| ---------- | -------- |
| AllMusic   |          |

The Cat è un album a nome The Incredible Jimmy Smith, pubblicato dalla casa discografica Verve Records nel settembre del 1964.

## Tracce

### LP
Lato A
1. Theme from "Joy House" – 4:36 (musica: Lalo Schifrin) – Registrato il 27 aprile 1964
2. The Cat (from MGM Motion Picture "Joy House") – 3:22 (musica: Lalo Schifrin) – Registrato il 29 aprile 1964
3. Basin Street Blues – 3:59 (musica: Spencer Williams) – Registrato il 29 aprile 1964
4. Main Title from "The Carpetbaggers" – 4:05 (musica: Elmer Bernstein) – Registrato il 27 aprile 1964

Lato B
1. Chicago Serenade – 4:00 (musica: Eddie Harris) – Registrato il 29 aprile 1964
2. St. Louis Blues – 3:39 (musica: W. C. Handy) – Registrato il 29 aprile 1964
3. Delon's Blues – 4:45 (musica: Jimmy Smith) – Registrato il 27 aprile 1964
4. Blues in the Night – 4:55 (testo: Johnny Mercer – musica: Harold Arlen) – Registrato il 29 aprile 1964

## Musicisti
- Jimmy Smith – organo
- Lalo Schifrin – conduttore musicale, arrangiamenti
- Bernie Glow – tromba
- Thad Jones – tromba
- Marky Markowitz – tromba
- Jimmy Maxwell – tromba
- Ernie Royal – tromba
- Snooky Young – tromba
- Billy Byers – trombone
- Jimmy Cleveland – trombone
- Urbie Green – trombone
- Tony Studd – trombone basso
- Ray Alonge – corno francese
- Jim Buffington – corno francese
- Bill Correa – corno francese
- Don Butterfield – tuba
- Kenny Burrell – chitarra
- George Duvivier – contrabbasso
- Grady Tate – batteria
- Phil Kraus – percussioni

Note aggiuntive
- Creed Taylor – produttore
- Registrazioni effettuate il 27 e 29 aprile 1964 al "Van Gelder's Recording Studio" di Englewood Cliffs, New Jersey
- Rudy Van Gelder – ingegnere delle registrazioni
- Val Valentin – direttore delle registrazioni
- Ken Whitmore – foto copertina album originale
- Al Collins – note interne copertina album originale[3]

## Classifica
Album
| Anno | Classifica    | Posizione raggiunta |
| ---- | ------------- | ------------------- |
| 1964 | Billboard 200 | 12                  |

Singoli
| Anno | Titolo del brano | Classifica            | Posizione raggiunta |
| ---- | ---------------- | --------------------- | ------------------- |
| 1964 | The Cat          | Billboard Hot 100     | 67                  |
| 1964 | The Cat          | Hot R&B/Hip-Hop Songs | 34                  |